# Glacera Vigne
La Glacera Vigne (Urdu:وینیہ گلیشیر) és una glacera que es troba al territori de Gilgit-Baltistan (Pakistan) prop de glacera de Gondogoro i de la de Baltoro. Baixa des del Chogolisa (7.665 m), a la seva part superior oest s'hi troba el coll de Gondogoro i conflueix amb la glacera de Baltoro a prop de Concòrdia.
La glacera rep el nom del viatger britànic Godfrey Vigne (1801-1863), pioner de viatges al Caixmir i Baltistan. Pujant des de Concòrdia, proporciona accés al coll de Gondogoro (Gondogoro La).

## Referències

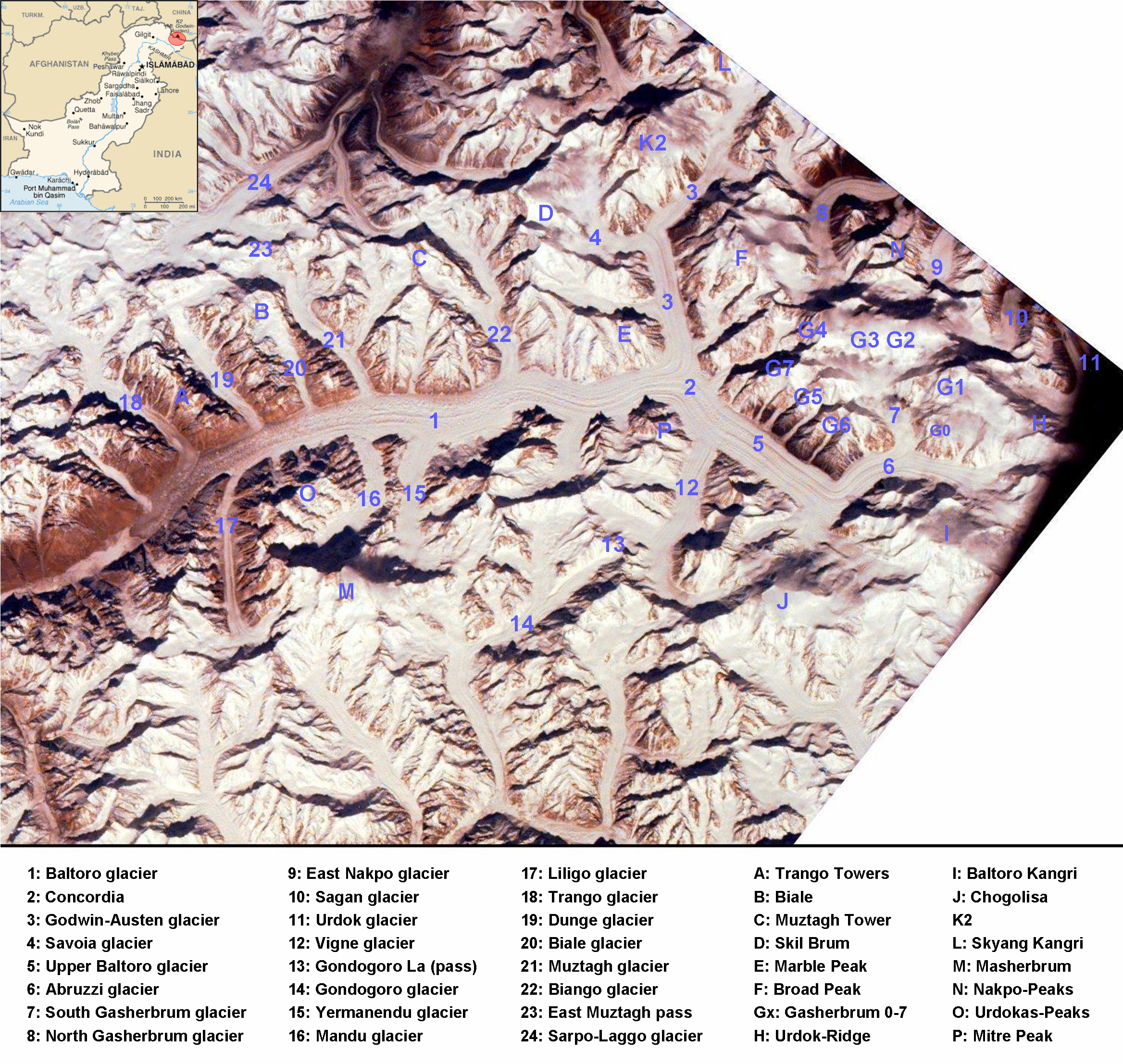
Vista de satèl·lit de la regió del Baltoro (la glacera Vigne és marcada amb el número 12).